# Réti Zurych
Réti Zurych, oryg. Akademischer Schachklub Réti Zürich – szwajcarski klub szachowy z siedzibą w Zurychu, dwukrotny zwycięzca Bundesligi, trzykrotny zwycięzca Nationalligi A.

## Historia
Klub powstał 24 października 1961 roku z inicjatywy Josefa Heubergera. Nazwanie klubu na cześć Richarda Rétiego wyszło od Petera Gebauera i było związane z faktem, iż Réti było krótkim nazwiskiem. W 1972 roku do ASK Réti został włączony klub szachowy SK Krone.
W 1962 roku zespół zadebiutował w drużynowych mistrzostwach Szwajcarii, w kategorii IV. Rok później klub uzyskał awans do kategorii III. W roku 1966 klub po zwycięstwie w barażach z Aarau awansował do kategorii II (1. Ligi), dwa lata później spadł do 2. Ligi. W 1969 roku ponownie uzyskano awans do 1. Ligi. W 1972 roku Réti przegrał baraż o awans do Nationalligi B z Heerbruggiem, a dwa lata później – z Pfäffikonem. W 1977 roku, po wygranym meczu z Wil, drużyna awansowała do Nationalligi B. W inauguracyjnym sezonie Nationalligi B Réti utrzymał się, zajmując siódme miejsce. W 1981 roku nastąpił spadek do 1. Ligi, a pięć lat później klub ponownie awansował do Nationalligi B, dzięki zwycięstwu w barażach z SG Winterthur 2. W 1989 roku klub spadł do 1. Ligi, a w 2000 – do 2. Ligi. W 2005 roku drużyna na rok awansowała do 1. Ligi, po czym spadła. W 2007 roku zespół ponownie awansował do 1. Ligi, a rok później – do Nationalligi B. W 2009 roku klub wzmocnił skład takimi zawodnikami, jak Mihajlo Stojanović i Monika Müller-Seps i zajął pierwsze miejsce w Nationallidze B, przegrywając jednak mecz o awans z SC Rheintal. W 2010 roku do klubu przyszli m.in. Wadim Miłow i Florian Jenni, a klub po raz pierwszy w historii awansował do Nationalligi A. Po awansie pozyskano takich szachistów, jak Aleksiej Driejew i Joseph Gallagher. W 2011 roku ASK Réti zdobył mistrzostwo ligi. W 2013 roku klub po raz drugi wygrał Nationalligę A, a rok później obronił mistrzostwo ligi. W tym okresie w klubie grali m.in. Sebastian Bogner, Roland Ekström, Robert Fontaine, Joseph Gallagher, André Lombard, David Marciano i Mihajlo Stojanović. W latach 2017 i 2019 klub zajął piąte miejsce w lidze, a w roku 2024 – czwarte.
W 2003 roku z inicjatywy Romana Schnellego klub zadebiutował w SGM (Schweizerischen Gruppenmeisterschaft), rozpoczynając rozgrywki od 3. Regionalligi. W inauguracyjnym sezonie uzyskano awans do 2. Regionalligi, a w 2005 roku – do 1. Regionalligi. W 2007 roku klub uzyskał awans do 2. Bundesligi. W 2009 roku klub awansował do Bundeslidze. W swoim debiutanckim sezonie w Bundeslidze klub był sklasyfikowany na piątym miejscu. W sezonie 2010/2011 Réti zajął trzecie miejsce w lidze. Sezon później klub ukończył sezon na tym samym miejscu. W 2013 roku zespół zdobył pierwsze miejsce w Bundeslidze. W 2014 roku klub obronił mistrzostwo. Rok później zespół spadł z Bundesligi. W latach 2019–2020 Réti zajmował drugą pozycję w 2. Bundeslidze. Sezon 2021/2022 drużyna zakończyła na pierwszym miejscu w 2. Bundeslidze, ale nie uzyskała awansu. Rok później klub zajął szóste miejsce w lidze, mimo to na sezon 2023/2024 został wcielony do Bundesligi.

## Arcymistrzowie w historii klubu
- Christian Bauer[22]
- Sebastian Bogner[23]
- Aleksiej Driejew[23]
- Roland Ekström[5]
- Robert Fontaine[6]
- Joseph Gallagher[23]
- Vlastimil Hort[24]
- Florian Jenni[25]
- Władimir Małachow[22]
- David Marciano[26]
- Wadim Miłow[25]
- Yannick Pelletier[22]
- Mihajlo Stojanović[27]